# UD Almería
Az UD Almería egy spanyol futballklub, melynek székhelye az Almería tartományban található Almería városa. A klubot 1989-ben alapították. Előbb a helyi regionális bajnokságban szerepelt, majd 1995-re feljutott a spanyol labdarúgó-bajnokság másodosztályába, ahonnan két szezon elteltével kiesett. Néhány évnyi kiegyensúlyozatlan teljesítmény után azonban a csapat 2002-ben ismét feljutott a másodosztályba. A klub életében az igazi áttörés 2006-ban, Unai Emery vezetése alatt következett be, amikor az edző feljuttatta a csapatot az első osztályba. A csapat jelenleg a spanyol bajnokság másodosztályban szerepel.

## Történelem

### 1989–2000
Az 1971-ben alapított AD Almería 1979 és 1981 között szerepelt a spanyol labdarúgó-bajnokság első osztályában, de anyagi problémák miatt végül 1982-ben megszűnt. Sokan ezt a klubot tekintik a mai egyesület közvetlen elődjének.
1989-ben az Almería Club de Fútbol néven megalapított egyesület révén újra volt meghatározó labdarúgócsapata Almería városának. A klub 3 szezont töltött a helyi regionális bajnokságban, mire 1992-re sikerült kiharcolnia a negyedosztályba való feljutást. A következő évadban, 1993-ban a csapat ismét sikeresen kiharcolta a feljutást és 1994-ben már a harmadosztály küzdelmeiben vehetett részt. Az első itteni évad meglehetősen nehézre sikeredett az Almería számára, de egy évvel később, 1995-ben ismét egy osztállyal feljebb lépett a klub. A másodosztályból végül 1997-ben, két szezon elteltével kiesett a csapat, amely a legfiatalabb résztvevője volt a spanyol professzionális labdarúgásnak.
Bár a klub játékosállománya jó képességű labdarúgókból állt, a csapatnak nem sikerült az ismételt feljutást kiharcolnia, sőt egy évvel később  (1999-ben) kiesett a negyedosztályba. A következő szezonban azonban a számos helyi játékost felsorakoztató Almería  újra feljutott a harmadosztályba.

### 2000-től napjainkig
A harmadosztályba való visszajutás után a csapat helyzete végre stabilizálódott.
2001-ben, a Club Polideportivo Almería csapatával való fúzió után, az egyesület nevet változtatott és felvette a ma is használatos Unión Deportiva Almería elnevezést. A fúzióra egy versenyképes helyi klub létrehozásának céljával került sor. Az új, ambiciózusabb csapat végül 2002-ben feljutott a másodosztályba.
Az itt töltött első szezon során a csapat sikeresen elkerülte a kiesést. A második évadban viszont már a kiesőjelöltek közé sorolták. Ennek ellenére a csapatot a küzdőszelleme átsegítette a nehézségeken. A harmadik szezon elhozta a stabilitást a klub életében.
2006-ban érkezett el a fordulópont az UD Almería történetében. Unai Emery került a csapat kispadjára, aki a klubnál eltöltött első szezonja végén feljuttatta az együttest a spanyol labdarúgó-bajnokság első osztályába. A csapat a bajnokság során szoros küzdelmet folytatott a Real Valladolid együttesével és végül ugyancsak 80 pontot ért el, ami a 2. helyre és a magabiztos feljutásra volt elegendő.
A klub történetének első első osztályban eltöltött szezonja sikeres volt. Unai Emery a 8. helyen fejezte be a bajnokságot az újonc csapattal. A siker nagyban köszönhető volt a Real Madrid Castilla együttesétől érkező Álvaro Negredo 13 góljának is.
Emery a sikerek után a Valencia CF csapatához igazolt. Az Almería a 2008–2009-es szezont Gonzalo Arconada edzővel kezdte el. A csapat az idény első felében nem nyújtott meggyőző teljesítményt és a 15. fordulót követően a 15. helyen állt, 3 pontra a kiesést jelentő 18. helytől. Egyedül az Almería góljainak a felét szerző Álvaro Negredo teljesítménye volt igazán említésre méltó. Arconada 2008 decemberében kénytelen volt átadni a helyét a mexikói Hugo Sáncheznak, akit egyelőre a szezon végéig szerződtettek. Az új edzővel némi javulás állt be a csapat eredményességében. Az UD Almería végül a 11. helyen fejezte be a bajnokságot, Álvaro Negredo pedig 19 góljával a góllövőlista élmezőnyében végzett.
A 2009–2010-es idényben a csapat teljesítménye jelentősen visszaesett. Ennek következtében 2009 decemberében Hugo Sánchez edző helyét Juan Manuel Lillo vette át. A 20. forduló után az UD Almería a 16. helyen állt, csupán két pontnyira a kiesést jelentő 18. helytől. Az új edzővel azonban a csapat játéka sokat javult. A 25. forduló után már a 13. helyen állt, tíz pontnyira a kieső zónától. Végül a 13. helyen fejezte be a bajnokságot.

## Az egyesület nevei és címerei
A klubot Almería Club de Fútbol néven alapították 1989-ben. 2001-ben, a Club Polideportivo Almería csapatával való fúzió után az egyesület felvette a ma is használatos Unión Deportiva Almería elnevezést nevet és címert változtatott.

## Mezek
A 2009–10-es szezonban a csapat a hazai mérkőzéseken a hagyományos piros-fehér, függőleges csíkozású ing, piros nadrág és piros sportszár összeállításban lépett pályára. Idegenbenben pedig a világoskék ing, sötétkék nadrág és sötétkék sportszár viselése mellett döntöttek.

## Eredmények

### Élvonalbeli bajnoki szereplések
Az UD Almería első élvonalbeli szereplésére a 2007–2008-as szezonban került sor és a csapat végül a 8. helyet szerezte meg a bajnokságban.
| Idény   | Helyezés | Idény   | Helyezés | Idény   | Helyezés | Idény   | Helyezés | Idény   | Helyezés | Idény   | Helyezés |
| ------- | -------- | ------- | -------- | ------- | -------- | ------- | -------- | ------- | -------- | ------- | -------- |
| 2007–08 | 8. hely  | 2008–09 | 11. hely | 2009–10 | 13. hely | 2010–11 | 20. hely | 2013–14 | 17. hely | 2014–15 | 19. hely |

### Kiemelkedő mérkőzések az élvonalban
2007–2008-as spanyol labdarúgó-bajnokság
- Deportivo de La Coruña 0-3 UD Almería (1. forduló)
- Valencia CF 0-1 UD Almería (21. forduló)
- UD Almería 2-0 Real Madrid (22. forduló)
- UD Almería 2-2 FC Barcelona (28. forduló)
- Sevilla FC 1-4 UD Almería (33. forduló)

2008–2009-es spanyol labdarúgó-bajnokság
- UD Almería 2-2 Valencia CF (2. forduló)
- UD Almería 1-1 Real Madrid (9. forduló)

2009–2010-es spanyol labdarúgó-bajnokság
- UD Almería 2-2 FC Barcelona (25. forduló)

### Szereplések a spanyol labdarúgókupában
Az UD Almería, a 2009–10-es évadot is beleértve, egyszer jutott be a spanyol labdarúgókupa legjobb 16 csapata közé, ott azonban az RCD Mallorca ellenében kiesett.
| Idény   | Elért eredmény |
| ------- | -------------- |
| 2008–09 | legjobb 16     |

### Nemzetközi szereplések
Az UD Almería, a 2008–09-es évadot is beleértve, még nem szerepelt nemzetközi tétmérkőzésen.

## Az UD Almería legeredményesebb játékosai az élvonalban
| Év      | Játékos neve   | Gólok száma |
| ------- | -------------- | ----------- |
| 2007–08 | Álvaro Negredo | 13          |
| 2008–09 | Álvaro Negredo | 19          |
| 2009–10 | Kalu Uche      | 9           |

## Játékoskeret
2024. november 20-i állapotnak megfelelően.
| #  |     | Poszt | Név                |
| -- | --- | ----- | ------------------ |
| 1  | POR | K     | Luís Maximiano     |
| 2  | ESP | KP    | Arnau Puigmal      |
| 3  | ESP | V     | Edgar González     |
| 4  | BRA | V     | Kaiky              |
| 5  | ARG | KP    | Lucas Robertone () |
| 6  | SEN | KP    | Dion Lopy          |
| 7  | BRA | CS    | Lázaro             |
| 8  | ESP | KP    | Gonzalo Melero     |
| 9  | COL | CS    | Luis Suárez        |
| 10 | ESP | KP    | Nico Melamed       |
| 11 | ESP | KP    | Sergio Arribas     |
| 12 | BRA | CS    | Léo Baptistão      |
| 13 | ESP | K     | Fernando Martínez  |

| #  |     | Poszt | Név                    |
| -- | --- | ----- | ---------------------- |
| 15 | GHA | KP    | Iddrisu Baba           |
| 16 | SRB | V     | Aleksandar Radovanović |
| 17 | ESP | V     | Álex Pozo              |
| 18 | ESP | V     | Marc Pubill            |
| 19 | SRB | CS    | Marko Milovanović      |
| 20 | ESP | V     | Álex Centelles         |
| 21 | ESP | V     | Chumi                  |
| 24 | MOZ | V     | Bruno Langa            |
| 26 | ESP | V     | Paco Sanz              |
| 27 | POR | KP    | Gui Guedes             |
| 28 | MAR | CS    | Rachad Fettal          |
| 31 | ESP | K     | Bruno Iribarne         |
| 36 | MNE | CS    | Marko Perović          |

## Kiemelkedő játékosok

### Hazai játékosok
| - Aitor Alcalde Caballero - David Cobeño - Albert Crusat Domene - Francisco - Carlos García Badías - Miguel Angel Corona - Juanlu Gómez - Juan Jesús Gutierrez | - Julio Iglesias - David Moreno - Álvaro Negredo - José Ortiz Bernal - Roberto Peragón - Aitor López Rekarte - Bruno Saltor Grau - Fernando Soriano Marcos |

### Külföldi játékosok
| - Toni Lima - Leonel Ríos - Roberto Nanni - Alfonso Troisi - Nikola Milinković - Diego Alves - Paulo Jamelli - Felipe Melo - Marcelinho Paulista - Iriney Santos da Silva - Matias Vidangossy - Gregorio Salvador Elà | - Emmanuel Dorado - Stéphane Pignol - Nicolas Sahnoun - Jean-Louis Valois - Sander Westerveld - Ivica Barbarić - Mate Bilić - Horváth Ferenc - Kalu Uche - Aldo Adorno - Diego Barreto - Miguel Ángel Benítez | - Óscar López - Julio dos Santos - Santiago Acasiete - Miguel Rebosio - Constantin Gâlcă - Ljubomir Vorkapić - Miodrag Anđelković - Veljko Paunović - Ranko Popović - Ricardo Varela |

## Stadionok

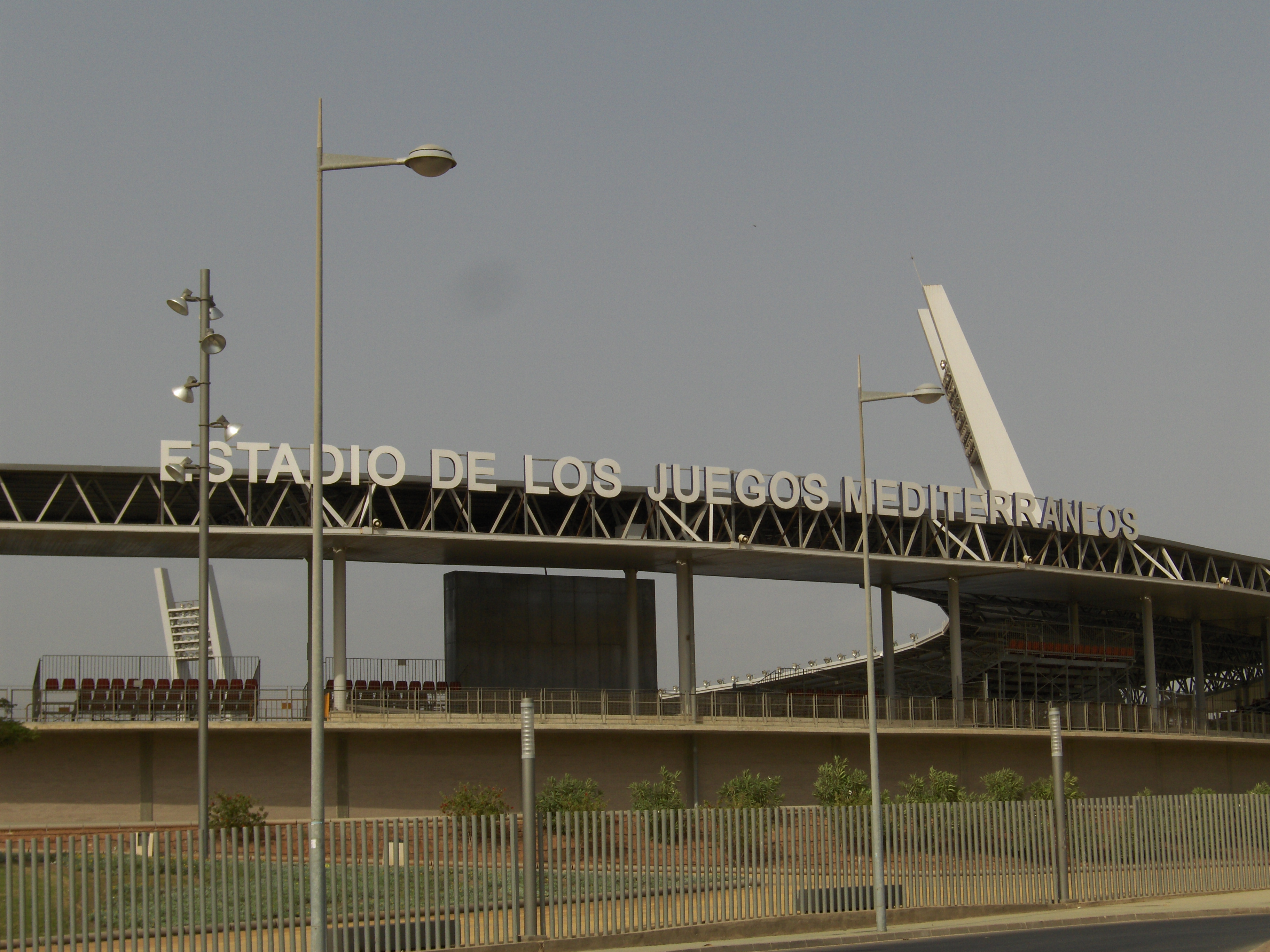
A Mediterrán Játékok Stadion

Az UD Almería számos sportlétesítménnyel rendelkezik. Ezek közül az első számú a Mediterrán Játékok Stadion. Az aréna építésére a 2005-ben, Almeríában megrendezett XV. Mediterrán Játékokra való felkészülés során került sor. Ekkor a városi önkormányzat által adományozott területen 21 millió eurót ruháztak be a létesítmény létrehozására.
Ma a stadion fő haszonélvezője az UD Almería. A klub itt tartja az edzéseit, valamint a hazai mérkőzéseire is itt kerül sor. A stadion eredetileg 15 000 férőhellyel rendelkezett, azonban az UD Almería spanyol első osztályba való feljutása következtében bővítették, és jelenleg 22 000 fő befogadására alkalmas. Az UD Almería B csapata a Juan Rojas Stadiont használja.

## Induló
Az UD Almería indulójának szövegét és zenéjét Guilermo J. Fernández Morales szerezte.
| Sale al campo con su bandera arropado por su afición sus colores son de primera y sus goles son un clamor Almería que sentimiento Almería es corazón un equipo de lucha y nobleza al que canta toda su afición Almería Unión Almería Unión | Rojo y blanco son los colores de victoria y devoción Rojo y blanco son los colores del equipo campeón El Indalo vela tu suerte con un rezo de ganador el estadio ruge muy fuerte como un mar de fuerza y honor Almería que sentimiento Almería es corazón un equipo de lucha y nobleza al que canta toda su afición | Almería Unión Almería Unión Rojo y blanco son los colores de victoria y devoción Rojo y blanco son los colores del equipo campeón Almería Unión Almería Unión Almería Unión Almería Unión |

Az induló itt hallgatható meg: Karaoke verzió Flamenco verzió

## Szurkolók
Az UD Almería a 2008–09-es bajnoki szezonban 11 500 klubtagsággal rendelkező szurkolóval rendelkezett. Emellett az egyesület 45 hivatalosan bejegyzett szurkolói klubbal rendelkezik. 2010-re a klubtagsággal rendelkező szurkolók száma 14 600-ra emelkedett.
Ezek közül a legismertebbek:
- Almaniak Sur
- Boulevard Sur
- Curva Sur
- El Cercado
- Exilio Norte
- Frente Filabres
- Frente Pitaco
- Kolectivo Los Tiesos
- Portuaria
- Regiones y Sus Amigos
- Terrasense Las Migas
- Uno de Marzo

## Edzők
- 1989–1990: Pepe Navarro[35]
- 1990: Antonio Belmonte
- 1990–1991: Pepe Navarro
- 1991–1992: Antonio Oviedo
- 1992–1993: Pepe Cayuela
- 1993: Pedro Buenaventura
- 1993–1994: Rogelio Palomo
- 1994–1995: José Enrique Díaz
- 1995-1996: Pepe Cayuela
- 1996: Quique Hernández
- 1996: Pepe Cayuela
- 1996: Gonzalo Hurtado
- 1996: Uli Stielike
- 1996–1997: Pedro Braojos
- 1997–1998: José Ángel Moreno[35]
- 1998: Pepe Navarro[35]
- 1998–1999: Lucas Alcaraz
- 1999: Ramón Blanco
- 1999–2001: José María Salmerón[35]
- 2001–2003: Juan Martínez Casuco[5]
- 2003–2004: Luis Angel Duque
- 2004: Alfonso González
- 2004: Fernando Castro Santos
- 2004–2005: Alfonso González
- 2005: Fabriciano González
- 2005–2006: Paco Flores
- 2006–2008: Unai Emery[5]
- 2008: Gonzalo Arconada[9]
- 2008–2009: Hugo Sánchez[10]
- 2009–2010: Juan Manuel Lillo[11]
- 2010–2011: José Luis Oltra
- 2011: Roberto Olabe
- 2011–2012: Lucas Alcaraz
- 2012: Esteban Vigo
- 2012–2013: Javi Gracia
- 2013–2014: Francisco
- 2014: Miguel Rivera
- 2014–2015: Juan Ignacio Martínez
- 2015: Sergi Barjuán
- 2015: Miguel Rivera
- 2015: Joan Carrillo
- 2015–2016: Néstor Gorosito
- 2016–2017: Fernando Soriano
- 2017: Fran Fernández
- 2017: Luis Miguel Ramis
- 2017: Fran Fernández
- 2017–2018: Lucas Alcaraz
- 2018–2019: Fran Fernández
- 2019: Óscar Fernández
- 2019: Pedro Emanuel
- 2019–: Guti[36]

## Elnökök
- 2003–  Alfonso García Gabarrón[5]

## Kapcsolódó linkek
- Az UD Almería szurkolói honlapja(spanyolul)
- Az UD Almería hivatalos honlapja(spanyolul)
- Az Almaniak Sur honlapja(spanyolul)
- Spanyol foci.lap.hu - linkgyűjtemény